# 藤森主义
藤森主义（西班牙語：Fujimorismo，羅馬化：Fujimorishugi）是指秘鲁前总统阿尔韦托·藤森的政策及其政治意识形态，同时也包括围绕他、其政策及其家族（特别是其女藤森惠子）形成的个人崇拜。该意识形态以威权主义、支持新自由主义经济、反对共产主义以及社会文化上的保守立场（如反對LGBT權益、反对在学校课程中纳入性别平等或性教育）为主要特征。反对藤森主义的人被称为反藤森主义者。
自阿尔韦托·藤森当选秘鲁总统以来，藤森主义依靠1993年宪法、新自由主义政策及对资源开采产业的支持，持续在秘鲁的各个国家机构中保持影响力。该政治力量在一段时间内被削弱，直到2011年，藤森的子女藤森惠子和藤森健二重新使其活跃，尤其是藤森惠子领导的人民力量，在2016年—2020年通过其父所制定的宪法体系掌控秘鲁共和国国会的大部分权力。此后，藤森主义进一步掌控秘鲁多数管理机构。